# Seclin
Seclin település Franciaországban, Nord megyében. Lakosainak száma 13 011 fő (2022. január 1.). Seclin Wattignies, Attiches, Avelin, Chemy, Gondecourt, Houplin-Ancoisne, Noyelles-lès-Seclin, Phalempin és Templemars községekkel határos.

## Népesség
A település népessége az elmúlt években az alábbi módon változott:
| Lakosok száma | 12 571 | 12 645 | 12 562 | 12 414 | 12 410 | 12 463 | 12 505 | 12 834 | 13 011 |
|               | 2013   | 2015   | 2016   | 2017   | 2018   | 2019   | 2020   | 2021   | 2022   |